# August Kraus
Pour les articles homonymes, voir Kraus.

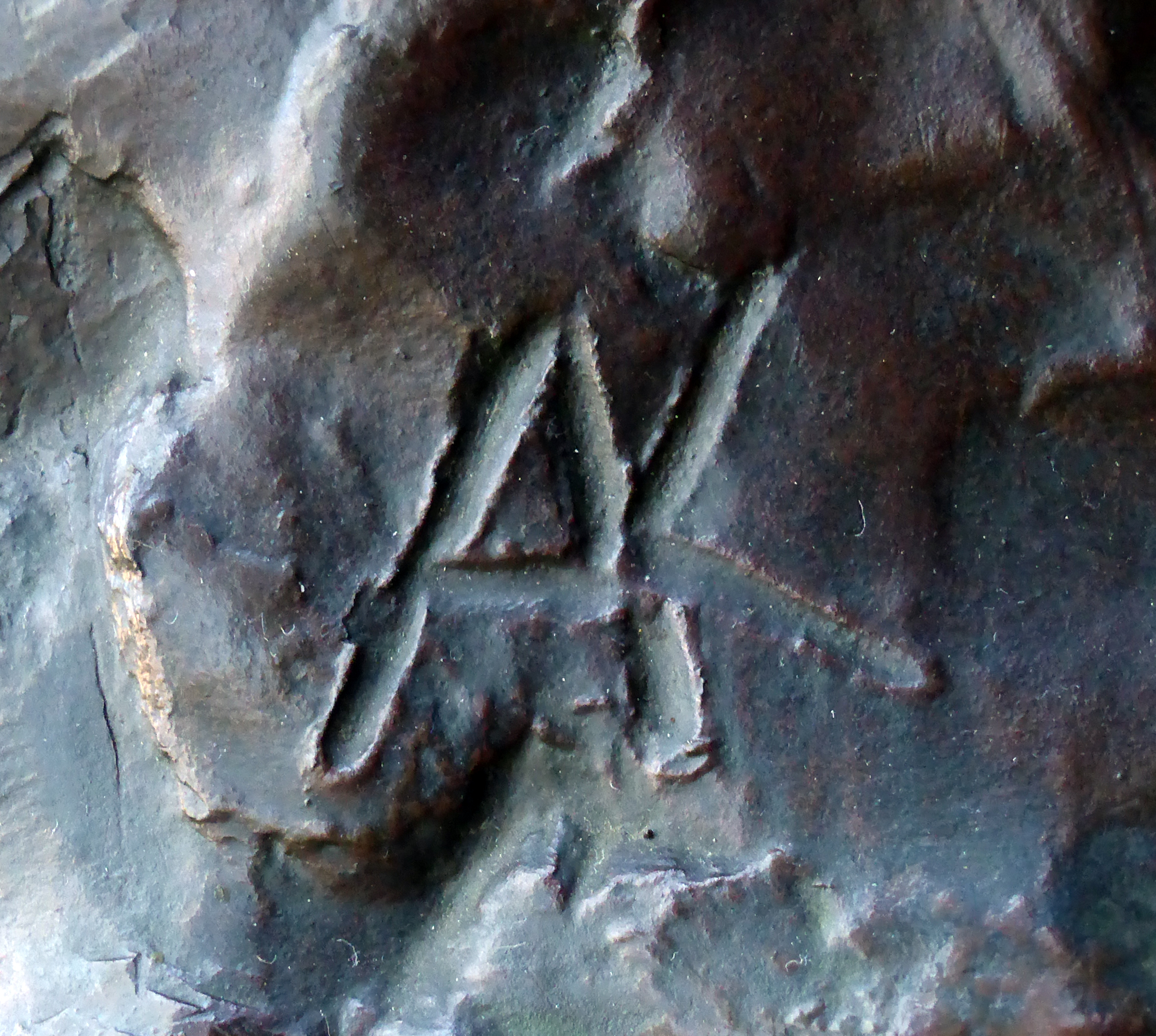
Signature d'August Kraus

August Friedrich Johann Kraus (né le 9 juillet 1868 à Ruhrort et mort le 8 février 1934 à Berlin) est un sculpteur et médailleur allemand.

## Biographie

### Protégé et dépendance à Begas
August Kraus est le fils d'un cocher. Il passe son enfance à Ruhrort avant que la famille Kraus ne déménage à Baden-Baden en 1877. Ici, en 1882, il commence un apprentissage de sculpteur sur pierre auprès d'un sculpteur de pierres tombales. Après le déménagement de la famille à Strasbourg en 1883, il poursuit sa formation auprès de Johann Rieger et étudie parallèlement à l'école de la ville des arts et métiers jusqu'en 1887. De 1887 à 1891, il étudie à l'Académie des Arts de Berlin, où il est l'élève d'Ernst Herter dans les derniers semestres. Il est ensuite élève en maîtrise dans l'atelier de Reinhold Begas jusqu'en 1898, "de l'ombre duquel il ne sortit qu'en 1900".

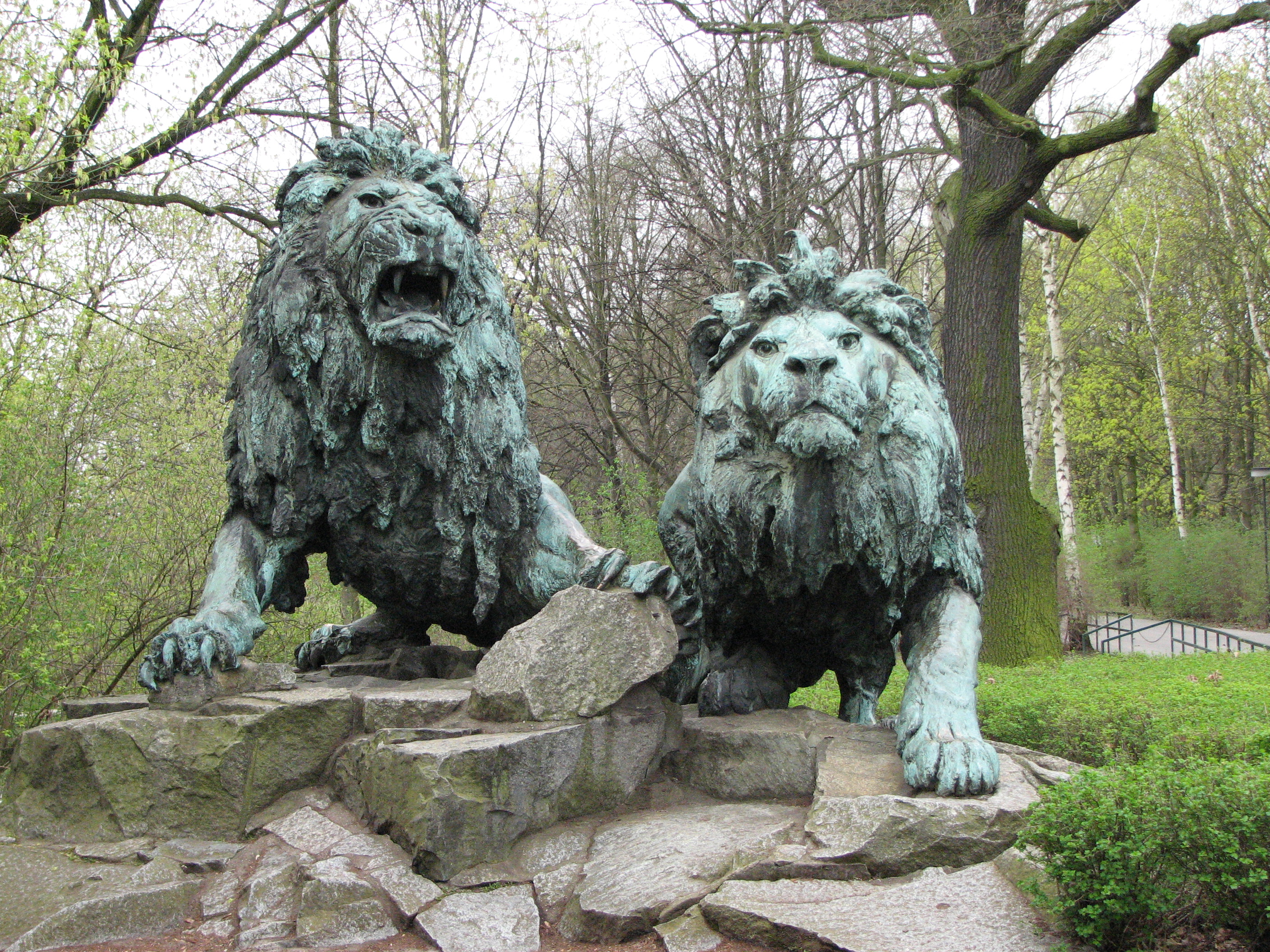
Groupe de lions

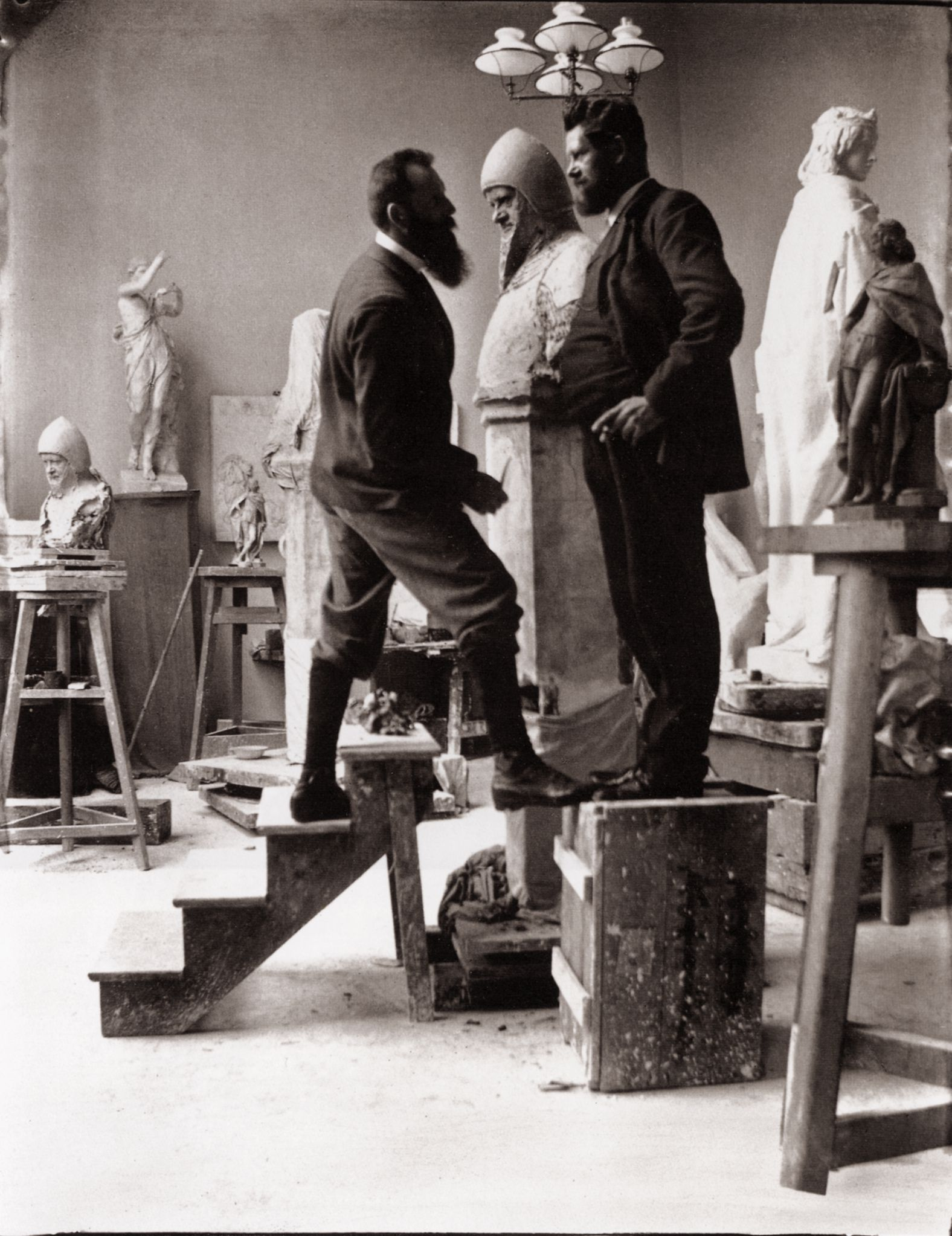
Kraus dans son atelier de Grunewald travaillant sur le travail de Wedigo von Plotho, Heinrich Zille est le modèle

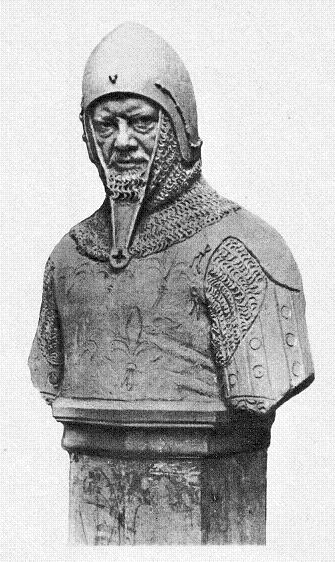
Le Wedigo von Plotho alias Zille

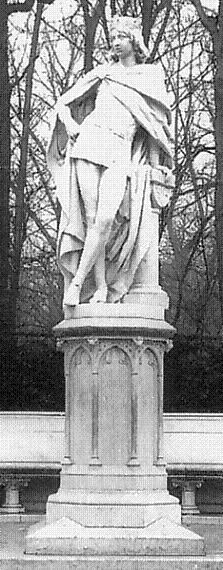
Allée de la Victoire, groupe de monuments 9, Henri II "l'enfant"

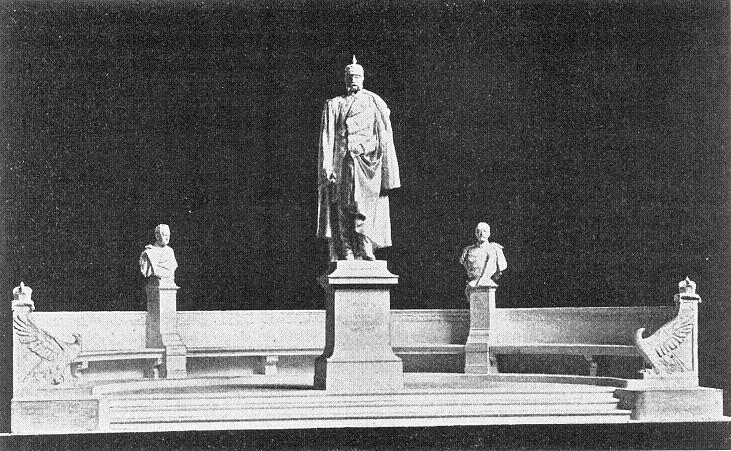
Le premier projet du groupe 32 de Begas n'a pas été retenu par le commanditaire Guillaume II.

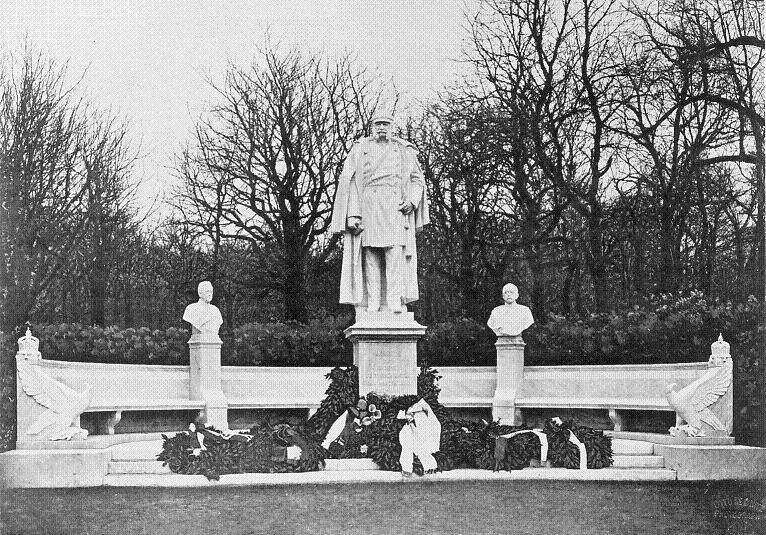
Allée de la Victoire, groupe 32 avec Guillaume Ier

Bien que Kraus ait conçu et réalisé, entre autres, le monument Iltis de Shanghai en 1898 et qu'il ait installé son propre atelier dans le cadre de ses travaux pour l'Allée de la Victoire de Berlin en 1899, il met de temps à autre sa force de travail à la disposition de son maître Begas jusqu'en 1900. Le sculpteur, alors âgé de 31 ans, doit s'occuper d'une famille de quatre personnes. Il subordonne également longtemps ses idées artistiques aux exigences matérielles. Habile de ses mains, il est capable de travailler dans les styles les plus divers, selon les souhaits des commanditaires. Contrairement à Reinhold Felderhoff (de) et à sa conception moderne du groupe de monuments 6, Kraus reste fidèle au style général d'historisation pour son travail sur l'Allée de la Victoire. Son frère cadet Fritz (né le 24 juin 1874), également sculpteur, est mort en avril 1918 comme soldat sur le front occidental pendant la Première Guerre mondiale.

### Style propre et président de l'Académie des arts
Seul le grand prix d'État de l'Académie prussienne des arts pour une bourse de Rome de cinq ans lui apporte l'indépendance matérielle et artistique en 1900. À Rome, séjournant à la Villa Strohl-Fern, il développe son propre style, « rejoint la direction néoclassique d'Hildebrand et [devient] l'un des pionniers du modernisme aux côtés de Tuaillon et Gaul". En tant que premier membre de l'Association des artistes allemands récemment fondée, Kraus est représenté par la sculpture en bronze Fille romaine sur le corso lors de la deuxième exposition annuelle de l'Association des artistes allemands en 1905 dans la maison d'exposition berlinoise du Kurfürstendamm. En 1906, il revient finalement à Berlin.
La rupture avec son passé artistique et avec l'école de sculpture néo-baroque de son maître Begas conduit August Kraus à rejoindre la Sécession berlinoise, dont il est vice-président entre 1911 et 1913.. Avec son ami Heinrich Zille et d'autres, il passe ensuite à la scission de la Sécession libre. Entre 1914 et 1920, il est directeur du musée Rauch. L'association des sculpteurs de Berlin l'élit comme premier président.
Après la « prise du pouvoir » par les nationaux-socialistes, il devient conseiller présidentiel de la Chambre de la culture du Reich en novembre 1933. La même année, il devient président du département des beaux-arts de l'Académie des arts « épurée », dont il a été pendant quelque temps vice-président. Dans cette fonction, il signe le 3 novembre 1933, la déclaration de fidélité à Adolf Hitler. De 1933 jusqu'à sa mort, il est président provisoire de l'Académie prussienne des arts.
August Kraus décède le 8 février 1934 à l'âge de 65 ans à Berlin des suites d'une crise cardiaque. Sa tombe se trouve dans le cimetière public Heerstrasse à Berlin-Westend. Par décision du Sénat de Berlin, la dernière demeure d'August Kraus (lieu de sépulture : 8-D-3/4) est dédiée depuis 1978 comme sépulture honorifique de l'État de Berlin. La consécration est prolongée en 1999 pour la durée habituelle de vingt ans.

## Œuvres choisies

### Travail pour l'Allée de la Victoire
Malgré sa dépendance vis-à-vis de Begas, Kraus doit à son maître de nombreuses commandes. Ainsi, en 1897, sur recommandation de Begas, il se porte candidat pour travailler sur la monumentale Allée de la Victoire. Entre 1895 et 1901, 27 sculpteurs créent dans le Tiergarten, sur commande de l'empereur Guillaume II, 32 statues représentant des souverains de l'histoire du Brandebourg et de la Prusse. Chaque statue est flanquée de deux bustes plus petits représentant des personnes ayant joué un rôle important dans la vie du souverain en question ou dans l'histoire du Brandebourg/Prusse.
La direction artistique de l'ensemble du projet est assurée par le maître de Kraus, Reinhold Begas. Guillaume II accepte sa candidature et confie à Kraus la réalisation du groupe 9 autour du dernier margrave d'Ascanie, Henri l'Enfant. Kraus devient le plus jeune artiste de l'Allée de la Victoire. Une fois son travail terminé, il ne cherche pas à obtenir d'autres commandes, contrairement à la plupart des autres sculpteurs.

#### Groupe 9
Pour mener à bien sa tâche, Kraus construisit son propre atelier dans la colonie de Grunewald. Il commence à travailler sur le groupe de monuments 9 à la fin de l'année 1898.
Comme il n'existe pas de modèle d'image ou de description de personnage pour le dernier margrave d'Ascanie, la commission historique de l'Allée de la Victoire, dirigée par Reinhold Koser, ne donne pas beaucoup d'indications de conception. Henri l'Enfant est déjà mort en 1320 à l'âge de onze ans, si bien que Kraus créé une figure gracile de garçon avec une large cape et une expression rêveuse, légèrement mélancolique, qu'il place sur un socle octogonal. Seule une couronne caractérise le personnage en costume de cour d'un noble garçon en tant que régent, Kraus renonce à ajouter des armes. Le violoncelliste français Paul Bazelaire, en visite à Berlin à l'époque, sert de modèle au sculpteur – en souvenir, « le chef du Cabinet civil secret a envoyé au musicien deux photos du monument.
La direction historique de l'Allée de la Victoire choisit comme personnages secondaires le tuteur d'Henri Warcislaw IV de Poméranie et le chevalier de Prignitz Wedigo von Plotho. Wedigo aurait sauvé la vie de Valdemar "le Grand" lors de la bataille de Woltersdorf en 1317. Le buste de Wedigo est inscrit dans une histoire très particulière, car l'ami de Kraus, le dessinateur de "Milljöh" Heinrich Zille, qui n'est pas encore connu à l'époque comme peintre de critique sociale, a posé. Le journal Kreuzzeitung s'amuse de la facétie du sculpteur dans son rapport sur l'inauguration du monument (22 mars 1900) : "Ainsi, par ex. le visage de chevalier-brigand plein de hargne, le loyal comte Plotho, avec son nez en pomme de terre germanique si caractéristique, qui a tant excité l'hilarité du commanditaire royal, n'est pas une fantaisie de l'artiste, mais le portrait bien réussi d'un honorable bourgeois de Charlottenbourg et directeur technique d'une grande institution artistique bien connue [...].
Le buste de Wedigo/Zille est répliqué à plusieurs reprises, notamment pour le restaurant Zille-Eck de Charlottenbourg. L'endroit où se trouve la statue n'est pas clair. Le musée Georg-Kolbe (de) de Berlin possède un modèle en plâtre du buste provenant de la succession d'August Kraus sous le numéro de prêt 32, qui "pourrait être une relique du plâtre d'origine.
Les originaux eux-mêmes sont gravement endommagés de 1978 à 2009 dans le musée lapidaire (de) de Berlin-Kreuzberg et se trouvent dans la citadelle de Spandau depuis mai 2009. Sur le buste de Wedigo/Zille, il manque la tête, qui a déjà disparu en 1945. La tête, le bras droit et la jambe gauche de la statue d'Henri manquent également. Le buste de Wartislaw est complet avec des dommages aux contours. Dans l'ensemble, le travail d'August Kraus fait partie, selon Ute Lehnert, des rares compositions monumentales équilibrées dans le boulevard monumental impérial.

#### Groupe 32
Le commanditaire, l'empereur Guillaume, attache une importance particulière à la conception du groupe de monuments final 32 avec son grand-père impérial et confie donc le travail à Reinhold Begas. Pour son monument national pompeux de 1897, Begas a toutefois dû essuyer de violentes critiques, dans un certain sens également de la part de Guillaume II. C'est peut-être pour cette raison qu'il a utilisé pour ce travail "un langage formel extrêmement simple". Mais son premier modèle pour l'allée de la Victoire de 1899 échoue également auprès de l'empereur. "Associé au casque à pointe, le modèle [...] donnait une impression trop soldatesque, c'est-à-dire qu'il n'exprimait pas la dignité du souverain de manière adéquate". (Lehnert)
Il est fort probable qu'August Kraus ait ensuite dessiné et modelé la statue du premier empereur allemand Guillaume Ier dans l'atelier de Begas, tandis que les personnages secondaires (Humboldt et Rauch) sont probablement créés par Begas.
Certes, Kraus conserve le casque à pointe et la conception militaire de la figure du projet de Begas, mais il parvient à la représenter avec une telle retenue qu'il peut conférer à Guillaume Ier, en combinaison avec une position décontractée du pas et une expression sereine mais ferme du visage, "une noblesse dans laquelle s'exprime la dignité du souverain". Les figures secondaires du groupe dévoilé le 30 mars 1901 ont disparu, tandis que la statue de l'empereur, dont le visage est fortement endommagé, repose depuis mai 2009 dans la citadelle de Spandau.

### Monument Iltis et Männeken Pis
Kraus reçoit l'une des premières commandes majeures de la marine impériale pour concevoir le monument Iltis pour Shanghai. La canonnière Iltis a coulé lors d'un typhon près du cap Shandong (cap Shantung). Sur 85 membres d'équipage, seuls 14 survivent au drame. Kraus modèle, d'après un croquis du capitaine Müller, un mât brisé en bronze de 6 mètres de haut avec un drapeau allemand et une couronne de lauriers à sa base. Le monument est dévoilé le 21 novembre 1898 en présence du prince Henri, qui devient un an plus tard chef de l'escadron d'Extrême-Orient de la marine impériale, et est détruit pendant la Première Guerre mondiale.
En 1908, sa ville natale, Ruhrort, dédaigne le cadeau que Kraus lui a fait avec la figure du Männeken Pis. Pour des raisons morales, les futurs Duisbourgeois refusent d'installer l'œuvre, qui ne reçoit donc qu'en 1952 une place dans le parc de la Tonhalle, devant la Halle Mercator (de). Après une odyssée par la sortie Est de la gare principale et un emplacement sur le Sonnenwall, la fontaine avec la sculpture en bronze de 90 centimètres de haut se trouve maintenant sur Harmoniestraße à Duisburg-Ruhrort. Comme l'a fait savoir sa fille, Kraus n'a pas copié l'original bruxellois, mais a fait poser son fils. 

## Prix et expositions

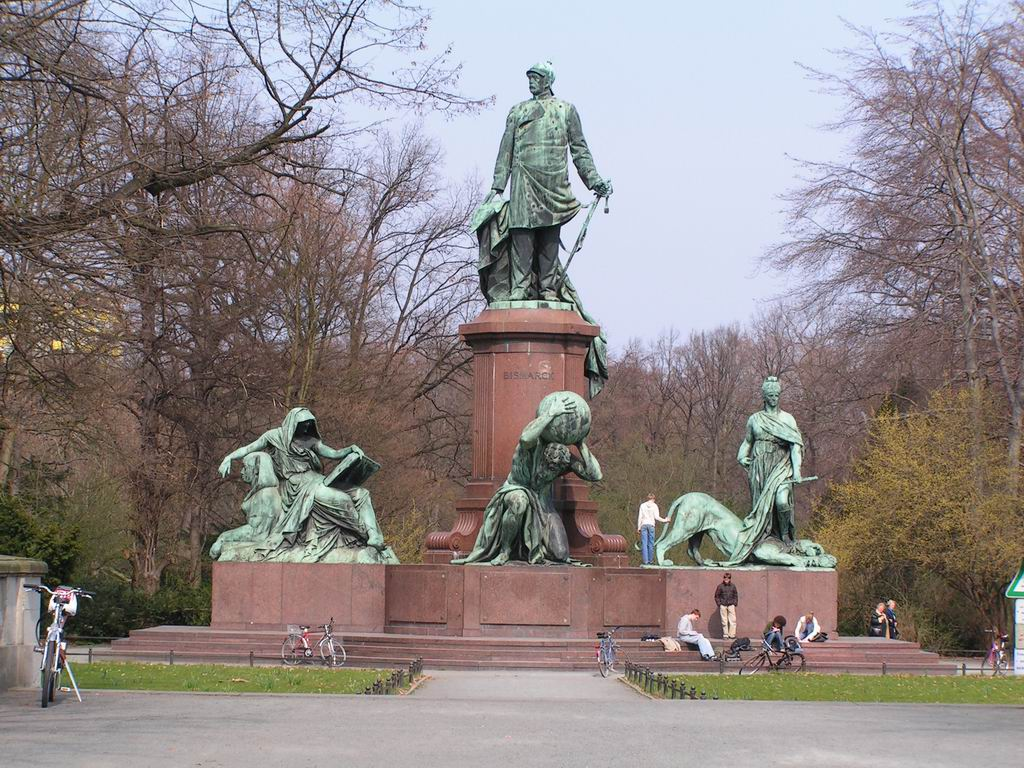
Monument national de Bismarck à l'emplacement actuel du Großer Stern

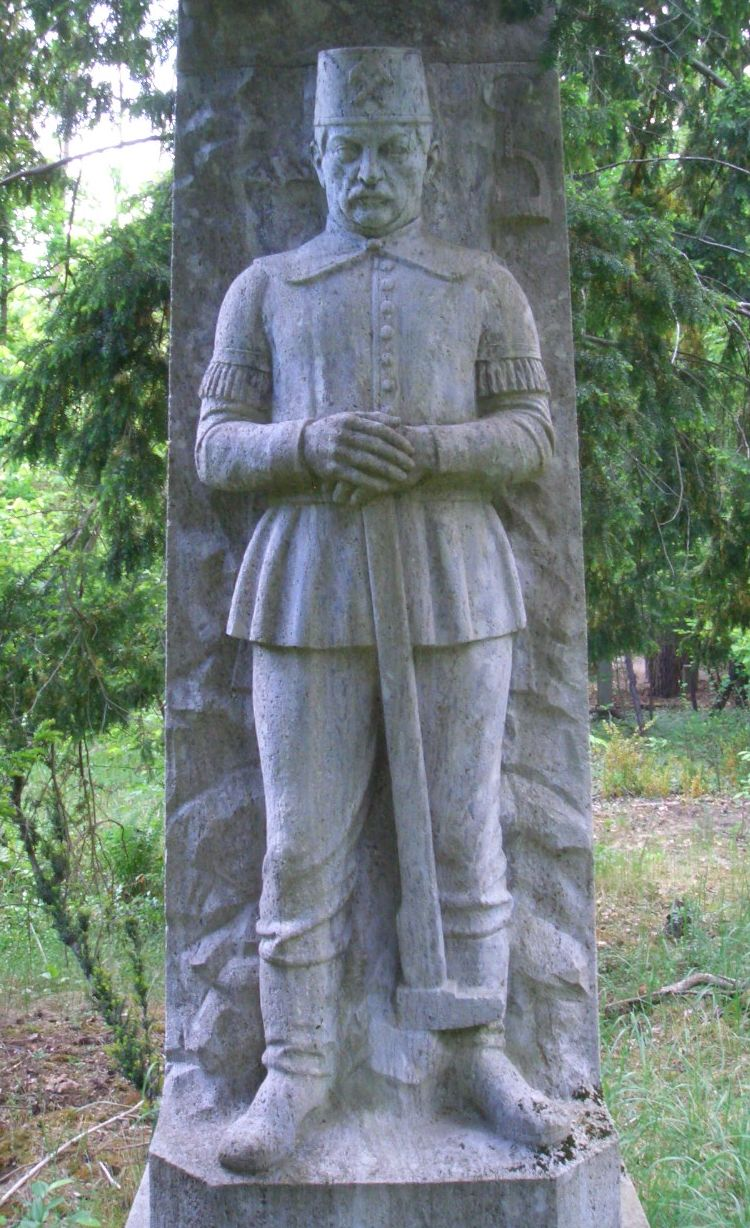
Statue de mineur pour la tombe de la famille Poensgen au cimetière de Stahnsdorf

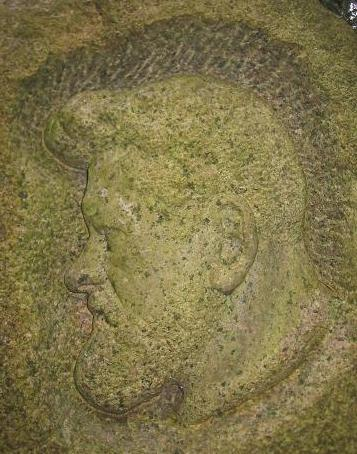
Relief sur la pierre tombale de l'ami Zille

Certaines des œuvres d'August Kraus sont maintenant exposées au musée Georg-Kolbe (de) à Berlin
- 1896 : Prix impérial pour compléter les antiquités, premier prix
- 1899 : Représenté à la première (et aux suivantes) exposition(s) de la Sécession de Berlin
- 1900 : Grand Prix d'État, bourse de Rome de cinq ans ; (entre autres grâce au groupe 9 de l'Allée de la Victoire)
- 1900 : Représenté à l'Exposition universelle de Paris avec un moulage en plâtre de Henri du groupe 9 de l'Allée de la Victoire

## Liste des œuvres

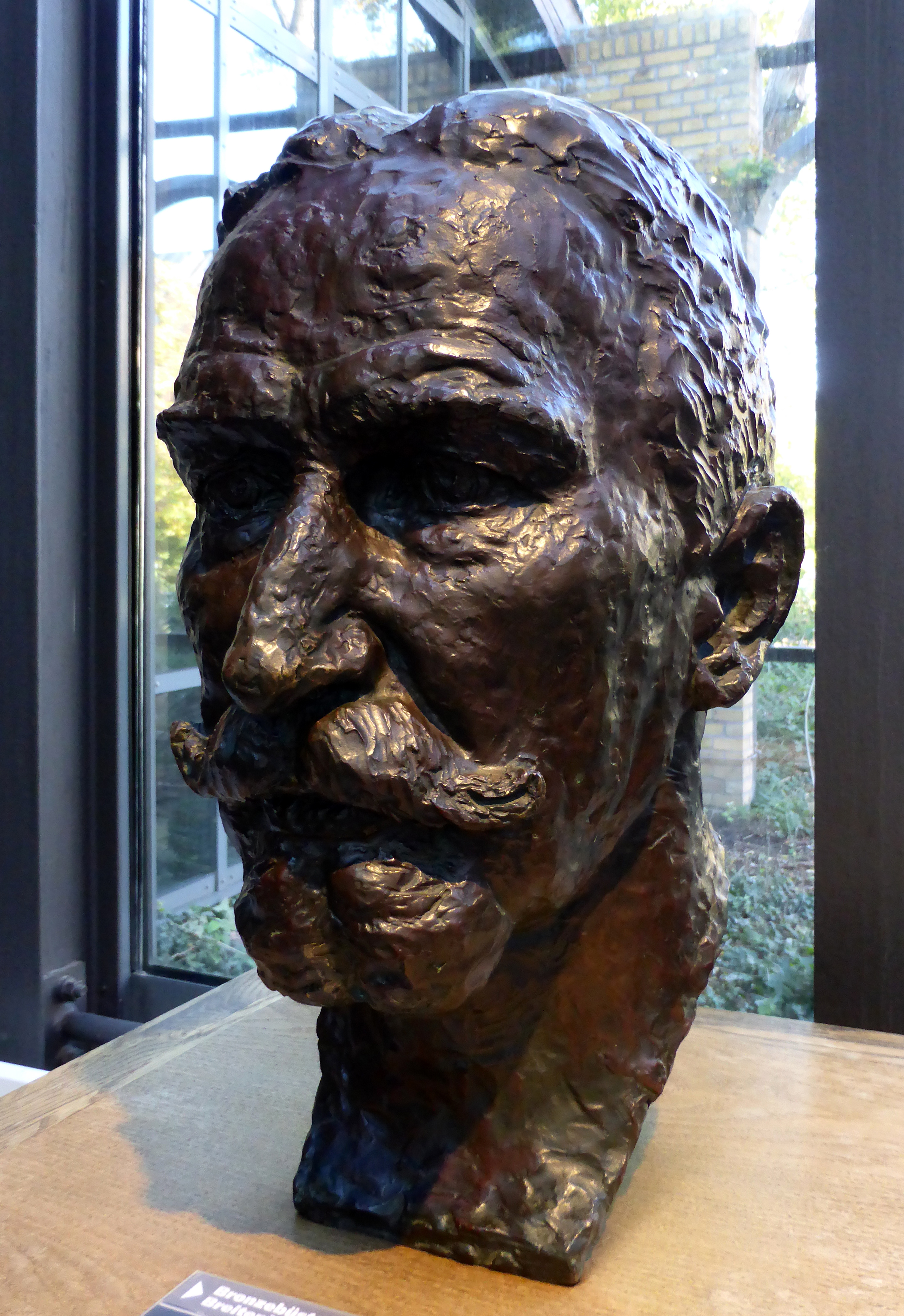
Paul von Breitenbach – buste en bronze

- Entre 1895 et 1897, collaboration au monument national de Guillaume Ier détruit, dont :
  - le groupe de Saxons, la moitié du cheval et avec August Gaul deux groupes d'aigles
  - deux groupes de lions, également avec August Gaul, bronze, depuis 1963 au zoo de Friedrichsfelde (autres photos)
- 1898 Monument Iltis (SMS Iltis) pour Shanghai
- 1898 Statuette de Zille
- Travail pour l'Allée de la Victoire à Berlin
  - 1900 Groupe de monuments 9 pour Henri l'Enfant
  - 1901 très probablement la statue centrale de Guillaume Ier du groupe de monuments 32, qui jusqu'à présent était généralement attribué à Reinhold Begas
- Jusqu'en 1901 travail sur le monument national de Bismarck et sur le monument de Moltke (depuis 1939 sur la Grande Étoile)
- 1901 Fabricant de sandales, sculpture en bronze, Düsseldorf, Stadtgarten; à partir de 1932 dans le Rheinpark, 1941 dans le parc du Nord (de), 1948 au sud de la Rheinterrasse et depuis 1961 dans le parc Schwanenspiegel, près de Graf-Adolf-Platz (de)
- 1903 Berger romain, bronze, Galerie d'art de Brême
- 1904 Joueur de boules romain, 1904, (image)
- 1908 Revêtement intérieur en marbre, conception sculpturale du mausolée, sarcophage de la famille d'industriels Lanz à Mannheim[15].
- 1908 (érigé en 1952) Männeken Pis, bronze, Duisbourg, Sonnenwall/Leidenfroststraße
- 1910 Image fixe de Heinrich Lanz dans les locaux de l'usine de Heinrich Lanz AG à Mannheim-Lindenhof [15]
- Buste de 1910 de Heinrich Lanz à l'hôpital Heinrich-Lanz (de) de Mannheim[15]
- après 1918, deux monuments aux morts pour Treuenbrietzen et Sarrebruck
- 1920 Buste en bronze de Paul von Breitenbach (de)
- 1921 Statue de mineur pour la tombe de la famille Oskar Poensgen (de), cimetière de Stahnsdorf
- Buste de 1922 de Carl Reuther l'Ancien, industriel de Mannheim (privé)
- Buste de 1923 du Dr. Erich Kunheim, usine chimique de Kunheim à Berlin - aujourd'hui Kali Werke (privé)
- 1926–28 Garçon avec une chèvre, bronze, Savignyplatz (de), reproduction 1955 (image)
- 1928 Mémorial de la chute dans le parc Hohenzollern dans la ville hanséatique d'Anklam : il représente un lion se cabrant et rugissant à l'agonie.
- 1929 Tombeau de Heinrich Zille, cimetière de Stahnsdorf
- Plusieurs bustes de portraits, lieu inconnu : l'empereur Guillaume II, les amiraux Eduard von Knorr et Karl Rudolf Brommy (de) (à l'origine à l'école navale ou à l'académie navale de Kiel), l'ambassadeur Mumm von Schwarzenstein, le général Alexandre von Kluck, le conseiller privé W. Herz[16].
- Plusieurs fontaines : Vieux Château à Allenstein, Augustaplatz Baden-Baden, Marbach am Bodensee (? ) [16]

Travaux de médailles
- Médaille de bronze coulé de 1916, 79,5 mm, sur : Alfons Mumm von Schwarzenstein (de) (1859-1924), diplomate et membre de la dynastie champenoise à Reims et Francfort
- Médaille en fonte de fer de 1917 : I) Comte Ernst zu Reventlow. Tête regardant vers la droite. / II 1914 - LUI OU - MOI - 1917, combattant nu avec un marteau sur un serpent le menaçant. 84 mm & 189 grammes